# Август 2024 года

Список событий августа 2024 года.

## События
- 1 августа
  - Состоялся обмен заключёнными между Россией и Западом[1].
  - В Нижнем Тагиле произошёл взрыв в жилом доме, в результате которого погибли 11 человек, 26 пострадали.

- 2 августа
  - Сомалийские исламисты из группировки Харакат аш-Шабаб убили как минимум 32 человека и ранили более 150 в результате нападения на пляж в Могадишо (столица Сомали)[2].

- 3 августа
  - Спорт
    - Теа Лафонд выиграла золото в тройном прыжке на Олимпийских играх в Париже и принесла Доминике первую олимпийскую медаль во всех видах спорта[3].
    - Жюльен Альфред выиграла золото в беге на 100 метров на Олимпийских играх в Париже и принесла Сент-Люсии первую олимпийскую медаль во всех видах спорта[4].
    - 27-летняя американская пловчиха Кэти Ледеки выиграла дистанцию 800 метров вольным стилем на Олимпийских играх в Париже и повторила рекорд советской гимнастки Ларисы Латыниной по количеству золотых медалей на Олимпиадах за всю историю (по 9)[5].
    - 55-летняя немецкая всадница Изабель Верт седьмой раз в карьере стала олимпийской чемпионкой в командной выездке (1992, 1996, 2000, 2008, 2016, 2020, 2024). Это рекорд по количеству побед в одной дисциплине в истории Олимпийских игр и по количеству Олимпийских игр с медалями и золотыми медалями[6].
    - Француз Тедди Ринер стал первым в истории дзюдоистом, выигравшим 5 золотых олимпийских медалей и 7 медалей в сумме[7].

- 4 августа
  - В результате наводнения[англ.] на Корейском полуострове погибли около 1000—1500 человек в Северной Корее и как минимум 4 человека в Южной Корее[8].

- 5 августа
  - Премьер-министр Бангладеш Шейх Хасина подала в отставку и бежала в Индию, толпа захватила её резиденцию[9][10].
  - Летние Олимпийские игры 2024: Арман Дюплантис установил новый мировой рекорд по прыжкам с шестом — 6,25 метра[11].
  - Японский фондовый индекс Nikkei 225 рухнул на 12,4 %[12]. Это рекордное падение со времен «черного понедельника» в 1987 году[13].

- 6 августа
  - Спорт
    - 41-летний кубинский борец греко-римского стиля Михаин Лопес Нуньес выиграл золото в супертяжелой весовой категории на пятых Олимпийских играх подряд. Он стал первым в истории всех стилей борьбы 5-кратным олимпийским чемпионом. Также Лопес Нуньес — первый, кто выиграл личную дисциплину на 5 Олимпиадах[14].

  - Президентские выборы в США (2024): Камала Харрис объявила имя своего напарника по президентской кампании, который в случае её победы займет пост вице-президента США. Им стал губернатор Миннесоты Тим Уолз[15].
  - Вооружённые силы Украины перешли российско-украинскую границу и начали наземные боевые действия в Курской области[16].

- 8 августа
  - Спорт
    - Американка Сидни Маклафлин-Леврон победила в беге на 400 метров с барьерами на Олимпийских играх в Париже с новым мировым рекордом (50,37)[17].
    - 21-летний Летсиле Тебого принёс Ботсване первую в истории золотую олимпийскую медаль, победив в беге на 200 метров на Олимпийских играх в Париже[18].
    - 39-летний испанский гребец на байдарках Сауль Кравиотто завоевал медаль на пятых Олимпийских играх подряд. Всего на его счету 2 золотые, 2 серебряные и 2 бронзовые награды[19].

  - Землетрясение магнитудой 7,1 балла произошло у побережья японского острова Кюсю. В некоторых районах Кюсю и Сикоку объявлено предупреждение о цунами[20].

- 9 августа
  - Спорт
    - Игрок в настольный теннис Ма Лун, победив в составе сборной в командном первенстве на Играх в Париже, стал первым в истории спортсменом из Китая, выигравшим 6 золотых олимпийских наград. В настольном теннисе никто, кроме Ма Луна, не выиграл более 4 золотых медалей[21].
    - На Олимпийских играх в Париже в соревнованиях мужчин в тройном прыжке все три медали завоевали бывшие кубинские легкоатлеты, ныне выступающие за Испанию, Португалию и Италию[22].

  - Катастрофа самолёта ATR 72 произошла возле города Сан-Паулу (Бразилия). Погибли все 62 человека находившиеся на борту[23].
  - Мессенджер Signal заблокирован в России[24].

- 10 августа
  - Спорт
    - Президент МОК Томас Бах покинет свой пост в 2025 году[25].
    - Кенийка Фейт Кипьегон стала первой среди женщин и мужчин, кто трижды выиграл бег на 1500 метров на Олимпийских играх. Она стала первой в истории Кении трёхкратной олимпийской чемпионкой[26].
    - 44-летний вратарь женской сборной Норвегии по гандболу Катрин Лунде стала первой в истории женского гандбола трёхкратной олимпийской чемпионкой, а также первой в истории гандбола, кто выиграл 5 олимпийских наград в сумме. В финале против сборной Франции Лунде сделала 12 сейвов после 31 броска и была признана самым ценным игроком турнира[27].
    - Новозеландка Лиса Кэррингтон на вторых Олимпийских играх подряд завоевала три золотые медали в гребле на байдарках и сравнялась по общему количеству золотых олимпийских наград в истории гребли на байдарках на каноэ с рекордсменкой Биргит Фишер (по 8). Кэррингтон стала первым представителем Южного полушария во всех видах спорта, выигравшим более 6 золотых олимпийских наград[28].

- 11 августа
  - Спорт
    - В Париже прошла церемония закрытия летних Олимпийских игр[29].
    - 42-летняя американская баскетболистка Дайана Таурази стала первой в истории спортсменкой, выигравшей олимпийское золото в командном виде спорта 6 раз за карьеру. В финале Олимпийских игр в Париже сборная США обыграла Францию со счётом 67:66[30].

  - Произошло возгорание на объекте охладительных систем Запорожской АЭС. На работе станции возгорание никак не сказалось[31].

- 12 августа
  - На Марсе обнаружена вода в жидком состоянии, согласно анализу сейсмических данных сейсмометра SEIS (миссия InSight) она залегает на глубине 10-20 км[32][33].

- 14 августа
  - Конституционный суд Таиланда отстранил от должности премьер-министра страны Сеттха Тхависина[34].
  - Всемирная организация здравоохранения объявила текущую вспышку оспы обезьян чрезвычайной ситуацией в области общественного здравоохранения, имеющей международное значение[35].

- 15 августа
  - Спорт
    - В Лиге Европы УЕФА «Аякс» обыграл в серии пенальти «Панатинаикос» со счётом 13:12. Команды пробили в сумме 34 пенальти. Это самая длинная серия пенальти в истории еврокубков по количеству ударов и вторая по количеству реализованных ударов[36]. В этот же день в Лиге конференций краковская «Висла» обыграла «Спартак» из Трнавы в серии пенальти со счётом 12:11. Команды пробили в сумме 28 пенальти.
    - Начался чемпионат Испании по футболу 2024/2025[37].

- 16 августа
  - Получено астрофизическое объяснение сигнала «Wow!»[38].
  - Пэтонгтарн Чинават избрана новым премьер-министром Таиланда[39].
  - Александр Лукашенко помиловал 30 политзаключенных[40].
  - Спорт
    - Начался чемпионат Франции по футболу 2024/2025[41].
    - Начался чемпионат Англии по футболу 2024/2025[42]

- 17 августа
  - Спорт
    - Начался чемпионат Италии по футболу 2024/2025[43].

- 19 августа
  - Спорт
    - Теннисистка Арина Соболенко шестой раз в карьере выиграла турнир серии WTA 1000 (Premier 5), победив в Цинциннати. В 5 матчах турнира Соболенко не проиграла ни одного сета, обыграв в том числе в полуфинале первую ракетку мира Игу Свёнтек (6-3; 6-3)[44].
    - В Нью-Йорке (США) начались матчи квалификации Открытого чемпионата США по теннису[45].

  - Российские войска захватили посёлок Нью-Йорк в Донецкой области[46][47]
  - Украинские войска уничтожили последний мост через реку Сейм в Курской области[48]
  - В Чикаго начался Национальный съезд Демократической партии США[49].
  - У берегов Сицилии (Италия) затонула суперъяхта Bayesian, из 22 человек на борту 15 были спасены, остальные были найдены мёртвыми, включая бизнесмена Майка Линча, основателя компании Autonomy, его 18-летнюю дочь Ханну Линч[50] и Джонатана Блумера, председателя одной из дочерних структур Morgan Stanley[51]

- 20 августа
  - Эстонская православная церковь Московского патриархата объявила о смене названия на Эстонская православная церковь[52], из текста устава убрано упоминание Московского патриархата, изменение устава не влияет на статус церкви[53].

- 21 августа
  - На шахте Karowe в Ботсване, принадлежащей канадской компании Lucara Diamond Corporation, найден алмаз массой 2492 карат, второй крупнейший за всю историю[54].
  - В результате наводнения[англ.] в Йемене погибли около ста человек[55].

- 22 августа
  - В Чикаго завершился Национальный съезд Демократической партии США, Камала Харрис официально стала кандидатом в президенты от Демократической партии[56].
  - Генеральный директор Nestlé Ульф Марк Шнайдер был отправлен в отставку, его сменил Ролан Фрекс[57].

- 23 августа
  - Спорт
    - Начался чемпионат Германии по футболу 2024/2025[58].

  - Роберт Кеннеди-младший вышел из президентской гонки и поддержал кандидатуру Дональда Трампа[59].
  - В городе Золинген на западе Германии совершена атака[англ.] на посетителей фестиваля, вооруженный ножом сириец убил трёх стариков и ранил ещё по меньшей мере восемь человек[60].
  - Захват заложников в ИК-19 в Суровикино[61].

- 24 августа
  - Катастрофы и стихийные бедствия
    - Прорыв плотины в результате наводнения недалеко от Порт-Судана привёл к гибели более чем 60 человек, десятки остаются пропавшими без вести ещё более 50 тыс. лишились жилья, разрушены 20 деревень[62].

  - В Буркина-Фасо жертвами атаки боевиков стали около 200 человек[63].
  - Арест Павла Дурова во Франции[64].

- 25 августа
  - Спорт
    - В канадском городе Сент-Катаринс (провинция Онтарио) завершился чемпионат мира по академической гребле[англ.][65].

  - Конфликт в Белуджистане: Освободительная армия Белуджистана совершила серию террористических атак[англ.] в провинции Белуджистан (Пакистан)[66].
  - Кадыров наградил Кадырова орденом Кадырова.

- 26 августа
  - Спорт
    - В Нью-Йорке на кортах Национального теннисного центра имени Билли Джин Кинг начались матчи основной сетки Открытого чемпионата США по теннису[67].

  - Международные конфликты
    - Вторжение России на Украину: Россия нанесла один из самых массовых ударов ракетами и дронами по Украине с начала войны, под атакой оказались почти все области Украины[68].

  - Катастрофы и стихийные бедствия
    - Не менее 49 человек погибли и около 40 тыс. лишились жилья в результате наводнения[англ.] в Нигерии[69].

  - Интернет-цензура
    - Глава американской корпорации Meta Марк Цукерберг выступил с признанием цензуры контента в соцсетях компании из-за давления администрации Байдена-Харрис[70][71][72].

- 27 августа
  - Спорт
    - Вратарь Войцех Щенсный, сыгравший 84 матча за сборную Польши по футболу, объявил о завершении карьеры в возрасте 34 лет[73].

- 28 августа
  - В городе Пукон на юге Чили началась 11-я конференция Научного комитета по изучению Антарктики, в которой принимают участие 1500 академиков, исследователей и учёных[74].
  - Уголовное преследование Павла Дурова во Франции: Павел Дуров отпущен под залог в €5 млн и помещен под судебный надзор, ему были предъявлены обвинения в шести правонарушениях, среди которых отказ предоставлять данные уполномоченным органам по запросу[75].
  - В Италии открылся 81-й Венецианский кинофестиваль[76].
  - Спорт
    - Во Франции состоялась церемония открытия летних Паралимпийских игр[77].

- 29 августа
  - Кризис в Красном море: Хуситы опубликовали видео подрыва захваченного ими нефтяного танкера MT Sounion, ходившего под греческим флагом. Инцидент привел к разливу нефти[англ.] в Красном море. Танкер перевозил ~1 млн баррелей сырой нефти[78][79].
  - Более 250 000 домохозяйств пострадали от перебоев в подаче электроэнергии, десятки людей получили ранения в результате тайфуна «Шаньшань»[англ.], обрушившегося на префектуру Кагосима (Япония)[80].
  - Преступления и происшествия
    - Чистки в Минобороны РФ: арестован бывший замминистра обороны РФ 67-летний Павел Попов, снятый с должности 17 июня 2024 года[81].

- 31 августа
  - Международные конфликты
    - Война в Газе: по сообщениям палестинских органов здравоохранения, в результате удара Израиля в секторе Газа погибло не менее 48 человек[82].
    - Война в Газе: В подземном туннеле в районе Рафаха обнаружили тела шести заложников, в том числе тело одного из двух россиян, остававшихся в плену у ХАМАС[83].

  - Катастрофы
    - На Камчатке разбился вертолёт Ми-8, все 22 человека, находившиеся на борту, погибли[84][85].

  - Интернет-цензура
    - В Бразилии заблокировали Твиттер. За обход блокировки пользователям грозит штраф до 9 тыс. долларов[86].